# 22937 Наталіавелла
22937 Наталіавелла (22937 Nataliavella) — астероїд головного поясу, відкритий 10 жовтня 1999 року.
Тіссеранів параметр щодо Юпітера — 3,518.